# Conus eucoronatus
Conus eucoronatus é uma espécie de gastrópode do gênero Conus, pertencente à família Conidae.

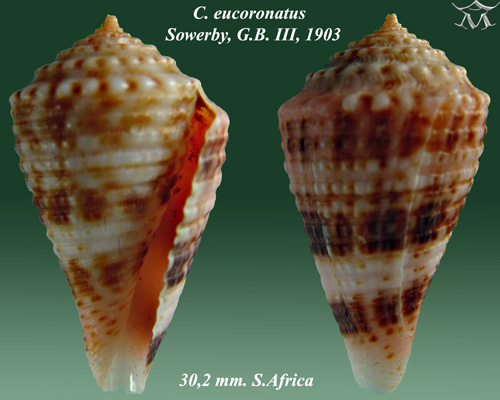
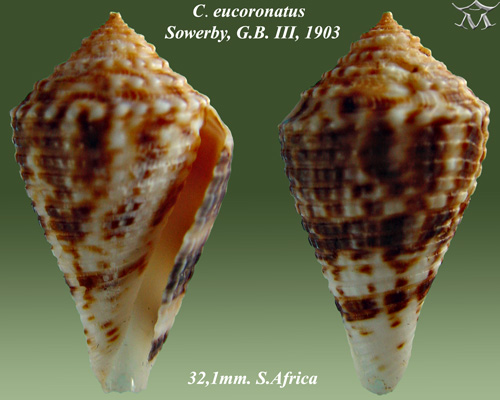